# Cantonul Lille-Est
Cantonul Lille-Est este un canton din arondismentul Lille, departamentul Nord, regiunea Nord-Pas-de-Calais, Franța.